# Gioacchino Colizzi
Gioacchino Colizzi, noto anche con lo pseudonimo di Attalo (Roma, 1894 – Roma, 16 gennaio 1986), è stato un disegnatore di vignette umoristiche italiano.

## La nascita di Attalo
Dotato di un talento naturale per le arti figurative e la caricatura, iniziò a disegnare vignette per passatempo. Impiegatosi presso le Ferrovie dello Stato, venne invitato nel 1920 a collaborare al periodico satirico "Serenissimo", e scelse come pseudonimo il nome del re di Pergamo, in quanto "unico personaggio storico che mi ricordavo di aver studiato a scuola", come ebbe a raccontare in un'intervista.

## Il "Gagà che aveva detto agli amici..."
Dopo l'avvento del Fascismo il periodico, come molti altri giornali, venne chiuso d'autorità, ma Attalo continuò a disegnare manifesti, grazie anche alla popolarità acquisita con le sue vignette. La svolta arriva nel 1931 quando all'inizio della sua collaborazione con il bisettimanale Marc'Aurelio, una delle poche riviste di satira rimaste in circolazione, inventa il personaggio del "Gagà che aveva detto agli amici...", figura dall'eleganza ricercata nonostante la povertà materiale e morale celata a malapena dalle sue sbruffonate con le quali cerca di ingannare non solo gli amici ma anche la propria deludente realtà.
Si dice che Attalo, per disegnare il "Gagà" si sia ispirato all'aspetto del suo amico giornalista Attilio Battistini, corrispondente di guerra del quotidiano romano "Il Messaggero" (e nel dopoguerra direttore responsabile della rivista "Playmen") il quale usava ostentare un abbigliamento molto elegante ed a cui il naso ed il mento non gli conferivano proprio quello che si dice un "profilo greco".
Oltre alle esilaranti vignette del "Gagà", Attalo inventerà in seguito per il "Marc'Aurelio" altri personaggi, tra i quali ricordiamo "Genoveffa la racchia" e "La contessa Algisa". Si dice che il giovane Federico Fellini, che conobbe Attalo personalmente durante la sua collaborazione al settimanale romano, prenderà spunto dalle sue vignette per tratteggiare alcuni personaggi del suo film "Roma".

## Attalo nel dopoguerra
Nel 1944 Attalo aveva iniziato a collaborare ad altri periodici di satira apparsi dopo la liberazione di Roma, quali il "Marforio" ed il "Pasquino", nonché a giornali anticlericali come "Il Mercante" e "Belzebù". Nel 1947 torna a collaborare al "Travaso delle idee" alla cui direzione era ritornato Guglielmo Guasta. Inventa nuovi personaggi come "Gastone il frescone" ed il "Cavalier Precisetti" (che “quando fa una cosa la fa bene o per niente”). Per il settimanale "La Sigaretta", pubblicato tra il 1947 ed il 1948 crea le vignette de "La famiglia Cocottini", la cui protagonista è una signora che propone a maturi e decrepiti signori la compagnia di avvenenti e disponibili signorine, di cui lei si finge madre.
Tra la fine degli anni '50  e l'inizio degli anni '60 quasi tutti i periodici di satira cessano le pubblicazioni, grazie anche al diffondersi della radio e della televisione. Attalo inizia allora a collaborare al quotidiano romano "Paese Sera" con una serie di vignette denominata "Le guerre pacioccone". Continuerà inoltre fino agli anni '70 a disegnare le vignette del "Gagà che aveva detto agli amici..." per il settimanale milanese "Candido", diretto da Giorgio Pisanò.
Nel 1973 - accanto a vecchie e giovani firme della caricatura italiana, come Enrico de Seta, Danilo, Antonio Mele Melanton, Sergio Ippoliti, e altri - torna a far parte della risorta redazione del settimanale satirico "Marc'Aurelio", nell'occasione diretto da Delfina Metz, figlia del celebre scrittore e sceneggiatore Vittorio.